# Get Your Heart On - The Second Coming!
Get Your Heart On - The Second Coming! es el tercer EP de la banda canadiense Simple Plan. El álbum se lanzó el 29 de noviembre de 2013 en Australia y el 3 de diciembre de 2013 en el resto del mundo, bajo el sello Atlantic Records.

## Lista de canciones
| N.º | Título                                                           | Duración |  |
| 1.  | «Ordinary Life»                                                  | 3:24     |  |
| 2.  | «The Rest of Us»                                                 | 3:13     |  |
| 3.  | «Outta My System»                                                | 3:25     |  |
| 4.  | «Fire in My Heart»                                               | 3:26     |  |
| 5.  | «In»                                                             | 3:42     |  |
| 6.  | «Lucky One»                                                      | 3:50     |  |
| 7.  | «Try»                                                            | 3:25     |  |
| 8.  | «Astronaut» (Live in Melbourne (Bonus Edición Japonesa))         | 4:23     |  |
| 9.  | «Loser of the Year» (Live in Melbourne (Bonus Edición Japonesa)) | 3:30     |  |

## Personal
- Pierre Bouvier – voz principal
- Sebastien Lefebvre – guitarra, coros
- David Desrosiers – bajo, coros
- Jeff Stinco – guitarra
- Chuck Comeau – batería